# Amokfahrt in Mannheim 2025
Bei einer Amokfahrt in Mannheim steuerte ein Mann am Mittag des 3. März 2025 einen Pkw in der Fußgängerzone in eine dortige Menschenmenge. Dadurch wurden zwei Personen getötet und elf Menschen zum Teil schwer verletzt. Der Fahrer wurde von der Polizei nach der Amokfahrt festgenommen. Das Motiv für die Tat ist unklar und Gegenstand von staatsanwaltlichen Untersuchungen.

## Verlauf
Der zum Tatzeitpunkt 40-jährige Alexander S. fuhr am 3. März 2025 gegen 12:15 Uhr mit einem dreitürigen Kleinwagen, Ford Fiesta ’02, vom Friedrichsring kommend in die Planken, die Haupteinkaufsstraße Mannheims, die sich über mehrere Hundert Meter erstreckt. Auf Höhe des Paradeplatzes erfasste er mehrere Passanten und verletzte sie teils schwer. Zum Tatzeitpunkt fand auf den Planken sowie rund um den Wasserturm ein Fasnachtsmarkt mit zahlreichen Imbissbuden und Fahrgeschäften statt. Bei der Tat wurden eine 83-jährige Frau und ein 54 Jahre alter Mann getötet und elf Menschen zum Teil schwer verletzt. Ein Taxifahrer, deutscher Staatsbürger mit pakistanischem Migrationshintergrund, der die Tat beobachtet hatte, verfolgte das Fahrzeug und stellte sich nach einem missglückten Wendemanöver dem Fahrer in den Weg, der nach Abgabe eines Schusses aus seiner Schreckschusspistole anschließend zu Fuß weiter floh.
Das verlassene Tatfahrzeug wurde im Bereich E 7, einem Häuserblock in der Quadratestadt, etwa einen Kilometer vom Tatort entfernt sichergestellt. Die Polizei nahm den Täter nahe der Fußgängerzone in der Hafenstraße fest. Im Verlauf der Festnahme verletzte sich der Mann mit der Schreckschusswaffe im Mund selbst und wurde in einem Krankenhaus behandelt.

## Ermittlungen
Die Staatsanwaltschaft Mannheim hat ein Ermittlungsverfahren wegen zweifachen Mordes sowie zweifachen versuchten Mordes eingeleitet. Die Ermittlungsbehörden sehen keine Hinweise auf einen politischen Hintergrund und gehen davon aus, dass der Täter allein handelte. Am darauffolgenden Tag wurde Haftbefehl wegen zweifachen Mordes und mehrfachen versuchten Mordes gegen den mutmaßlichen Täter erlassen. Bei der Vorführung vor den Haftrichter schwieg der Verdächtigte zu seinen Motiven.
Tatverdächtig ist ein 40-jähriger, lediger deutscher Landschaftsgärtner aus Rheinland-Pfalz, der alleine im benachbarten Ludwigshafen lebt. Der Festgenommene hat Vorstrafen wegen kleinerer Vergehen, unter anderem wegen des Verwendens von Kennzeichen verfassungswidriger Organisationen. Hinweise auf einen terroristischen Hintergrund liegen nicht vor. Es gibt Anhaltspunkte für eine psychische Erkrankung des Täters sowie einen psychischen Ausnahmezustand zur Tatzeit. Nach Recherchen des Recherchenetzwerks EXIF – Recherche & Analyse stammt der mutmaßliche Täter aus der Neonazi- und der sogenannten Reichsbürgerbewegung, der er bis mindestens 2018 angehörte. Er war Mitglied im sogenannten „Ring-Bund“, einer Gruppe aus dem Umfeld eines rechtsextremen Waffen-Netzwerks.

## Reaktionen
Fasnachtsumzüge in der Region (Heidelberg, Brühl und Schwetzingen) wurden infolge des Angriffes abgesagt, ebenso die Straßenfasnacht in der Mannheimer Innenstadt sowie der Fasnachtsmarkt, bei dem sich die Amokfahrt ereignet hat. Auch drei große Innenstadt-Kaufhäuser blieben geschlossen. Maite Kelly sagte aus Respekt vor den Opfern ein zwei Tage später geplantes Konzert in Mannheim ab.
Am Abend des 3. März 2025 drückten Bundesinnenministerin Nancy Faeser (SPD), Baden-Württembergs Ministerpräsident Winfried Kretschmann (Bündnis 90/Die Grünen), Landesinnenminister Thomas Strobl (CDU) und Mannheims Oberbürgermeister Christian Specht (CDU) in Mannheim ihre Betroffenheit aus. An städtischen Dienstgebäuden in Mannheim wurde Trauerbeflaggung angeordnet.
Am 4. März 2025 gab es einen ökumenischen Andachtsgottesdienst, bei dem auch die evangelische Landesbischöfin Heike Springhart und der katholische Erzbischof von Freiburg Stephan Burger sowie Muhterem Aras, die baden-württembergische Landtagspräsidentin, teilnahmen.
Eine Woche nach der Tat gedachten rund 1500 Menschen im Rahmen eines Interreligiösen Gebets der Opfer der Amokfahrt.
Laut einer Analyse von BuzzFeed News Deutschland sank das mediale Interesse an der Amokfahrt, als bekannt wurde, dass der mutmaßliche Täter ein deutscher Staatsbürger ohne Migrationshintergrund ist. Nach Auswertungen mittels der Software von Meltwater hätten deutsche Medien mehr als doppelt so häufig über die Amokfahrten in Magdeburg und München als über diese Amokfahrt in Mannheim berichtet. Zu gleichen Ergebnissen käme eine Analyse der Firma NewsWhip. Der Journalismusforscher Thomas Hestermann führt dies zurück auf eine „Betroffenheitsarmada“, die ihre Emotionen auf der Straße und in Onlinekommentaren nur dann äußerten, „wenn ein Ausländer unter Tatverdacht“ stehe, um auf ein vermutetes größeres Problem hinzuweisen. Der Wissenschaftler Sekou Keita vermutet die „gefühlte Wichtigkeit eines Themas“ hinter der geringeren Medienrelevanz, sobald „der Tatverdächtige ein Deutscher ist.“ Der Umstand, dass der Amokfahrer von einem Taxifahrer mit pakistanischen Wurzeln gestoppt wurde, wurde durch das anfängliche Interesse der Öffentlichkeit an der Herkunft des mutmaßlichen Täters überlagert.
Der Innenausschuss des Deutschen Bundestages befasste sich am 18. März 2025 mit der Tat, nachdem es insbesondere von Grünen-Politikern Kritik an anfänglicher Nichtbefassung gegeben hatte. Bundesinnenministerin Nancy Faeser sagte in diesem Zusammenhang: „Wir stellen fest, dass das öffentliche Interesse an solchen Vorfällen oft größer ist, wenn der mutmaßliche Täter ausländischer Herkunft ist. Das ist ein Problem, denn es verzerrt die Wahrnehmung der Fakten, verstärkt Vorurteile und heizt gesellschaftliche Konflikte unnötig an.“
Die Amokfahrt erfuhr in den internationalen Medien starke Beachtung.